# فوربس هندري
فوربس هندري (بالإنجليزية: Forbes Hendry)‏ هو سياسي بريطاني، ولد في 24 أكتوبر 1908، وتوفي في 18 نوفمبر 1980. في الانتخابات العامة في المملكة المتحدة 1959 ‏، انتخب عضو البرلمان الثاني والأربعون للمملكة المتحدة ‏ عن دائرة West Aberdeenshire (UK Parliament constituency) ‏ (8 أكتوبر 1959 – 25 سبتمبر 1964) وفي الانتخابات العامة في المملكة المتحدة 1964 ‏، انتخب عضو البرلمان الثالث والأربعون للمملكة المتحدة عن دائرة West Aberdeenshire (UK Parliament constituency) ‏ (15 أكتوبر 1964 – 10 مارس 1966).